# Wetumpka
Wetumpka ist eine Stadt im Elmore County im zentral-östlichen Teil von Alabama und Verwaltungssitz (County Seat) des Countys. Vor dem Amerikanischen Bürgerkrieg war sie ein prosperierendes Verwaltungszentrum. Danach setzte über Jahrzehnte ein Niedergang ein, der erst zum Beginn des 20. Jahrhunderts gestoppt wurde. Die Stadt gilt heute wieder als regionales Zentrum und hatte 2020 einen Einwohnerstand von 7.720.

## Geografie

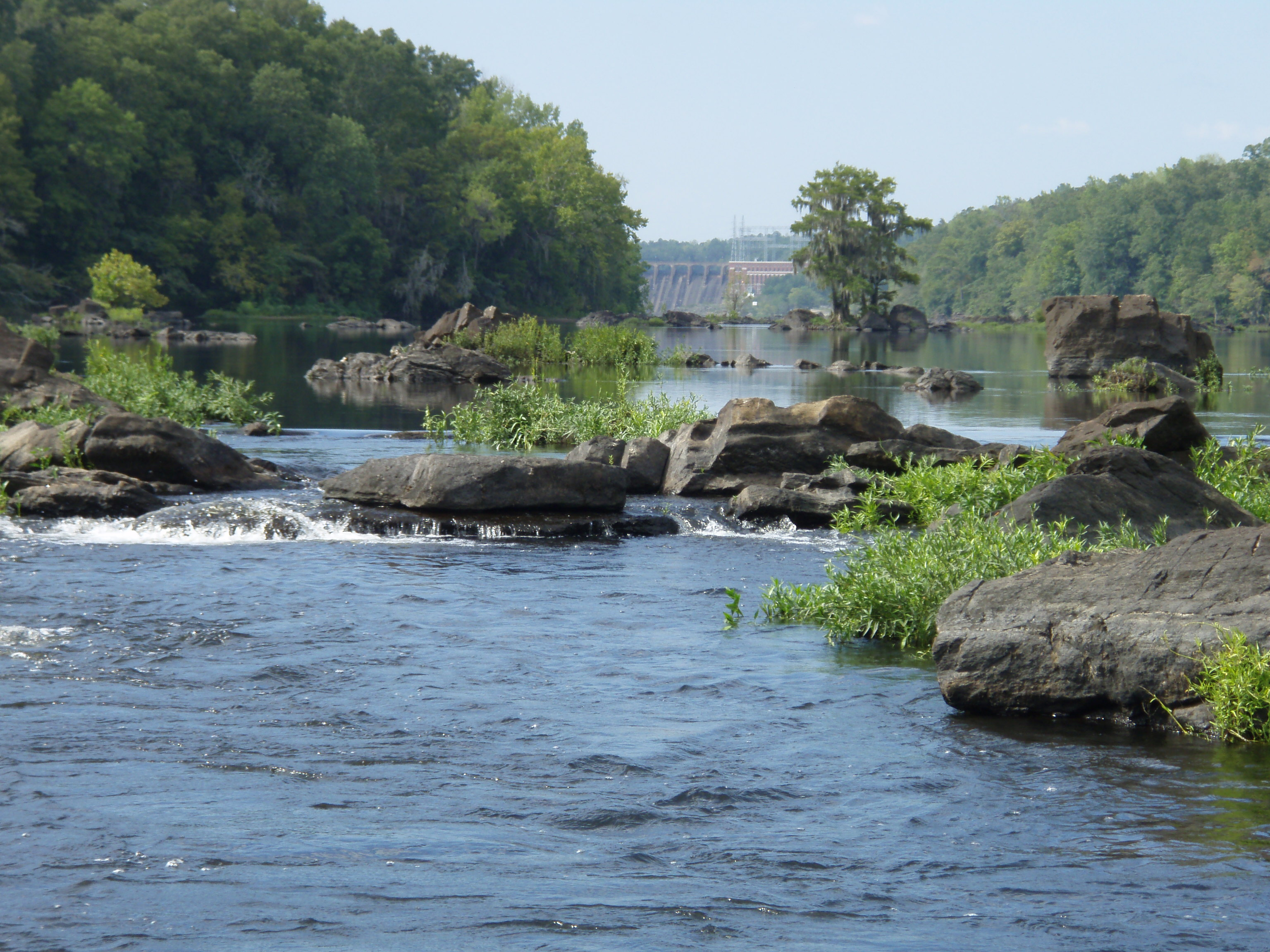
Wasserfälle am Coosa River Nähe Jordan Dam

Geografisch ist Wetumpka durch seine Lage am Coosa River geprägt. Der Hauptteil der Stadt liegt auf dem westlichen Ufer. Auf dem östlichen verlängert sich das Stadtgebiet in Form eines sich am Coosa entlangziehenden und schlauchförmig in die umgebende Landschaft hineinragenden Streifens. Landschaftlich ist die Region von der für das nördliche Alabama typischen Bewaldung geprägt. Geografisch liegt das Stadtterritorium in der Übergangszone zwischen Appalachen-Ausläufern, dem Piedmont-Plateau und dem ebeneren Golfküsten-Vorland im südlichen Teil des Bundesstaats. Das Klima ist subtropisch. Die Durchschnittstemperaturen liegen bei rund 8 °C im Winter und um die 27° im Sommer. Die monatliche Niederschlagsmenge beträgt relativ gleichmäßig um die 120 mm pro Monat; lediglich im März und im Oktober ist sie deutlich höher und beläuft sich auf 140 bis 160 mm.
Als Verwaltungssitz liegt Wetumpka im südwestlichen Viertel des Elmore County. Umgebende Orte und Städte sind im Uhrzeigersinn: Blue Ridge, die Bundesstaats-Hauptstadt Montgomery, Prattville Junction, Millbrook, Elmore, Deatsville und Holtville. Einzige ebenfalls direkt am Fluss liegende Stadt – in unmittelbarer Nachbarschaft des Jordan Dam und des von ihm aufgestauten Teilstück des Coosa River, dem Jordan Lake – ist Holtville. Wichtigste Verbindung über den Coosa River ist die Bibb Graves Bridge – eine überregional bekannte Brücke, welche auch als Wahrzeichen der Stadt dient. Die Entfernung nach Montgomery beträgt rund 20 Kilometer. Wichtigste überregionale Verbindungsstraße ist der in Nord-Süd-Richtung durch den Ostteil der Stadt führende U.S. Highway 231. Nicht weit von der Stadt entfernte Verbindungsstrecken sind die beiden Interstates 65 und 85. Die Entfernung zum nächsten Flughafen, dem Montgomery Regional Airport, beträgt rund 35 Kilometer.
Als vorhistorisches Überbleibsel bedeutsam ist der Wetumpka-Einschlagskrater, ein 83 Millionen Jahre alter, rund 8 Kilometer breiter Meteoritenkrater. Sichtbare Überreste des Kraters befinden sich am Ostrand der Stadt; die ursprünglichen Verwerfungen sind aufgrund pflanzlichen Bewuchses sowie Bebauung jedoch nur noch wenig sichtbar.

## Geschichte

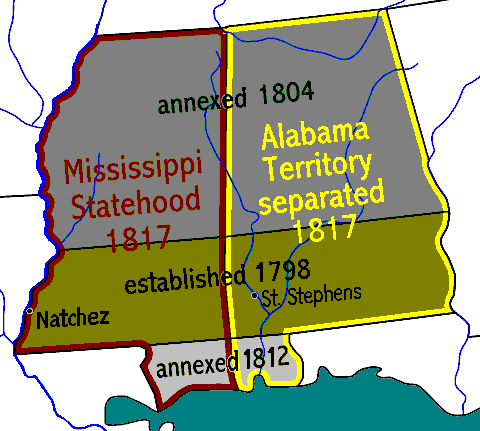
Mississippi- und Alabama-Territorium

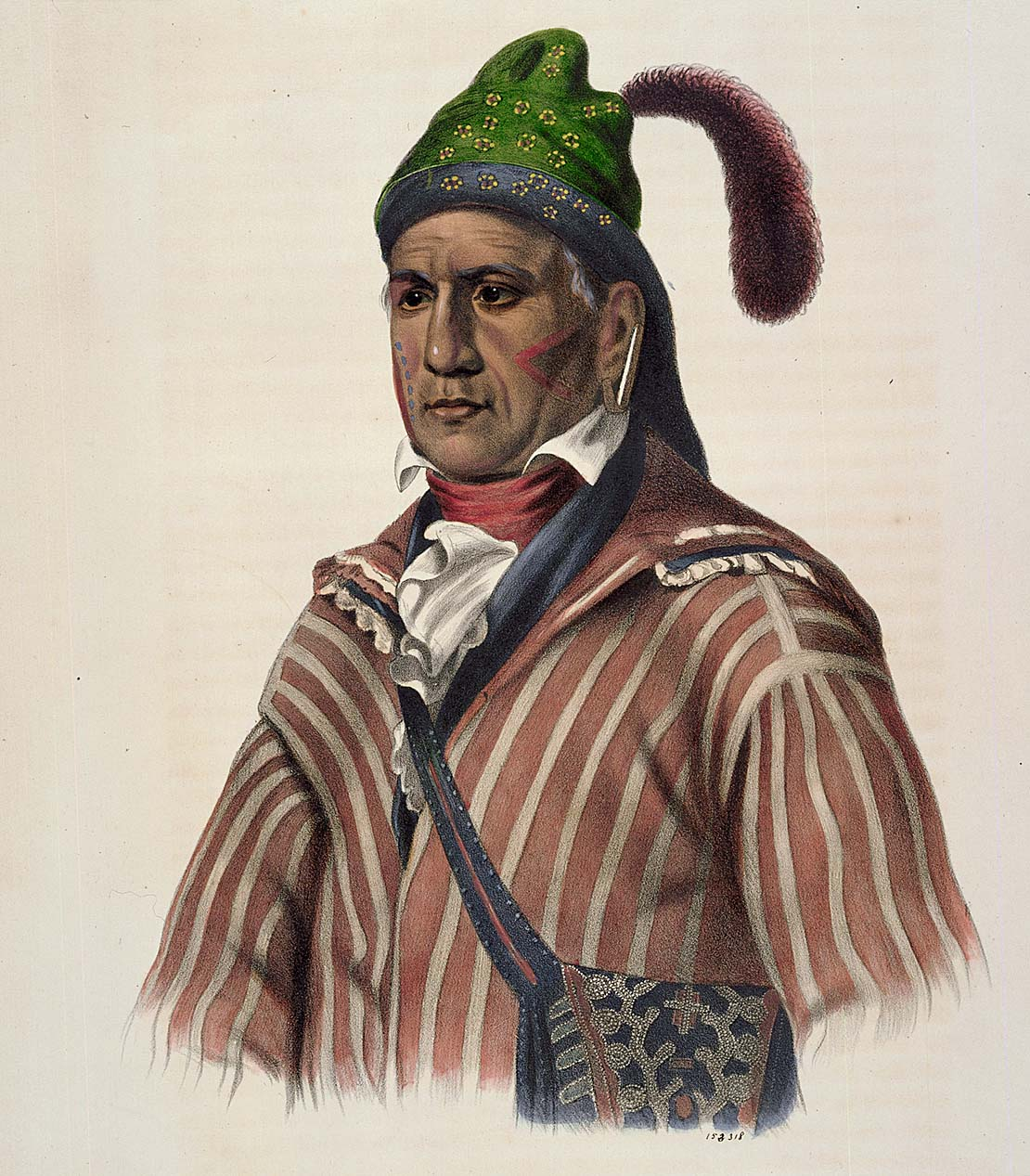
Menawa, einer der Anführer der Upper Creek

Im 17. und 18. Jahrhundert war das Gebiet Teil des Territoriums der Creek. Erste europäische Stützpunkte gab es bereits im 18. Jahrhundert. Unter der Ägide des Kolonisten Jean-Baptiste Le Moyne de Bienville errichteten die Franzosen an der Einmündung des Tallapoosa in den Coosa River den Stützpunkt Fort Toulouse. Der 1714 errichtete Vorposten war Teil von Louisiana, dem westlichen Teil des französischen Neufrankreich-Kolonialgebildes. Nach der Niederlage im French and Indian War (dem nordamerikanischen Pendant zum Siebenjährigen Krieg) wurde das Gebiet Teil des britischen Illinois-Territoriums. 1798 begründeten die USA in der Region eine neue territoriale Einheit – das Mississippi-Territorium. Mit der zu Anfang des 19. Jahrhunderts allmählich einsetzenden Besiedlung stieg der Druck auf die in der Region lebenden Indianerstämme. Der westliche Teilstamm der Creek, der im nordöstlichen sowie zentralen Alabama lebte, setzte sich gegen das Vordringen der Amerikaner in einer Abfolge von kriegerischen Auseinandersetzungen zur Wehr. Andrew Jacksons Feldzug gegen die Upper Creek 1812 bis 1814 endete mit der Niederlage des Stammes sowie der Abtretung großer Stammesgebiete im zentralen Alabama. Fort Toulouse, während Jacksons Feldzug eine zentrale militärische Operationsbasis, wurde nach dem Krieg renoviert und in Fort Jackson umbenannt.
Nach der Abspaltung vom Mississippi-Territorium und der (provisorischen) Konstituierung als eigenständiges Territorium wurde Alabama 1819 als Bundesstaat in die Union aufgenommen. Das Gebiet um Fort Jackson wurde zunächst den Counties Autauga und Coosa zugeschlagen, später dem neugegründeten Montgomery County. Siedler aus Georgia sowie den Carolinas ließen sich nunmehr in größerer Zahl in der Region nieder; ebenso zahlreiche Ex-Soldaten, die in der Tennessee-Miliz von Andrew Jackson gedient hatten. Offiziell als Stadt begründet wurde Wetumpka im Jahr 1834. 1836 zählte die Stadt rund 1200 Einwohner. Laut Encyclopedia of Alabama verglich eine Zeitung im Osten das Stadtwachstum seinerzeit mit dem des ebenfalls stark prosperierenden Chicago. 1839 wurde Wetumpka zum Sitz des Staatsgefängnisses. 1845 war die Stadt, zusammen mit Montgomery, in der engeren Wahl bei der Bestimmung der Bundesstaats-Hauptstadt. Bis 1850 hatte sich der Einwohnerstand auf rund 3.800 erhöht. Wirtschaftlicher Hauptfaktor war die Baumwollgewinnung – befördert durch den Dampfschifffahrts-Verkehr auf dem Coosa River und dessen Verlängerung in Richtung Golf, den Alabama River. Nutzungstechnisch hatte sich eine Zweiteilung der Stadt etabliert: Auf dem östlichen Coosa-Ufer befand sich das Geschäftszentrum, auf dem westlichen die zur Stadt gehörenden Wohnviertel.
Der Bürgerkrieg und die damit verbundene Niederlage der Konföderierten trafen Wetumpka schwer. Viele Bewohner wanderten ab. Die Einwohnerzahl, die vor dem Krieg mehrere Tausend betragen hatte, sank bis 1870 auf 1137 – mehr als die Hälfte davon ehemalige Sklaven. Auf der Verwaltungsebene schuf die Rekonstruktions-Regierung von Alabama eine neue Einheit – das Elmore County, zu dessen Verwaltungssitz Wetumpka bestimmt wurde. In den 1880ern war die Stadt Schauplatz zweier verheerender Naturkatastrophen – einer großen, Brücken und Gebäude in Mitleidenschaft ziehenden Flut im Jahr 1886 und einem Erdbeben drei Jahre später. Bis 1900 war die Einwohnerzahl auf die Hälfte des Stands von 1870 gesunken. Um die Jahrhundertwende kehrte sich der Niedergang langsam um. Neue Infrastruktureinrichtungen kamen hinzu. Die wichtigsten: eine Landwirtschaftsschule, die sich der zielgerichteteren Nutzung der Ressourcen in der Region widmete (1897) und ein Güterdepot der Louisville and Nashville Railroad, welches den Warenabtransport erleichterte (1906). Im ersten Viertel des 20. Jahrhunderts folgten Gehsteige, Elektrizitätsversorgung und öffentliche Wasserversorgung, die Etablierung eines öffentlichen Schulsystems, die Errichtung einer bepflasterten Verbindungsstraße nach Montgomery  sowie – im Jahr 1913 – ein neues Theater.
Die Aufwärtsbewegung seit der Jahrhundertwende setzte sich in den Folgejahrzehnten fort. 1931 wurde die Bibb Graves Bridge fertiggestellt, 1932 das Gerichtsgebäude für den Elmore County-Gerichtsbezirk, 1935 die erste Ampel und 1938 das erste städtische Postamt. Während des Zweiten Weltkriegs stagnierte die Entwicklung zwar zeitweilig. In den Folgejahrzehnten jedoch erfuhr die städtische Infrastruktur weitere Verbesserung. Eine war die 1950 erfolgte Begründung einer Stadtplanungsbehörde, welche die wirtschaftliche Entwicklung gezielter steuern sollte. Bei der Volkszählung 1970 übertraf die Einwohneranzahl erstmals die aus dem Jahr 1850. Aktuelle Zensus-Zahlen veranschlagen sie bei über 8000.

## Demografie und Politik
Laut den Daten des United States Census Bureau aus dem Jahr 2016 betrug die Einwohnerzahl in diesem Jahr 8.219 Personen. Die Erhebung ACS Demographic and Housing Estimates aus demselben Jahr führt eine Einwohneranzahl von 7.654 Personen auf. 2.985 davon waren männlich, 4.669 weiblich. 6.255 Einwohner waren 18 Jahre oder älter, 1.399 Kinder oder Jugendliche, 1.050 älter als 65 Jahre. Der Altersmedian betrug 38,9 Jahre. 5.078 der Befragten bezeichneten sich als Weiße (66,3 %), 2.306 als Afroamerikaner (30,1 %), 38 als Asiaten (0,5 %). 149 (1,9 %) gaben an, zwei oder mehr Ethnien anzugehören. Unabhängig von der Frage zur Zensus-Deklaration Race bezeichneten sich 83 Einwohner als Hispanic oder Latino (1,1 %).
Laut Quickfacts-Infos auf census.gov betrug das Medianeinkommen pro Haushalt 43.750 US-Dollar (USD). Als Personen, die in Armut leben, wies der Zensus 10,8 % aus, als Personen ohne Krankenversicherung 8,9 %. Der ermittelte Einkommensmedian liegt deutlich unter demjenigen der USA insgesamt (53.000 USD) und leicht unter dem für Gesamt-Alabama (43.300 USD).
Bei Präsidentschaftswahlen bestätigten Wetumpka sowie das umliegende Elmore County den generellen Trend in ländlich geprägten Südstaaten-Regionen mit weißer Bevölkerungsmehrheit. Der Groß-Trend für die südlichen Bundesstaaten – weg von den Demokraten hin zu den Republikanern – zeichnet sich auch hier noch deutlicher ab als im heterogener geprägten Gesamt-Bundesstaat. Die republikanischen Ergebnisse liegen im County seit den 1980ern um rund 10 Prozent höher als die im Gesamtstaat. Bei der Präsidentschaftswahl 2016 erhielt Donald Trump im Elmore County rund 74 %, Hillary Clinton 22 % (Vergleichswerte für Gesamt-Alabama: 62 % und 34 %). Ein County-Mehrheitsergebnis für die Demokraten brachte zuletzt die Präsidentschaftswahl 1976 mit dem aus Georgia stammenden Kandidaten Jimmy Carter. Überdurchschnittlich hoch aus fiel im County die Zustimmung für den 1968 auf der Liste der American Independent Party antretenden Demokraten-Rechtsaußen George Wallace: In Gesamt-Alabama belief sie sich auf 66 %, im Elmore County auf 76 %.

## Wirtschaft, Beschäftigung und Bildung
Personenbezogene Dienstleistungen, Bildung sowie das Gesundheitswesen rangieren als Beschäftigungssektor auch in Wetumpka an erster Stelle. Laut Encyclopedia of Alabama schlüsseln sich die einzelnen Sektoren wie folgt auf:
- Soziale Dienste, Bildung und Gesundheit – 19,1 Prozent
- Produktion – 13,3 Prozent*
- Öffentliche Verwaltung – 12,0 Prozent
- Einzelhandel – 8,3 Prozent
- Gastronomie und Tourismus – 9,7 Prozent
- Fach-, Verwaltungs- und Management-Dienstleistungen – 9,3 Prozent
- Sonstige Dienstleistungen – 7,2 Prozent
- Baugewerbe – 6,0 Prozent
- Transport, Verkehr und Lagerhaltungs-Logistik – 6,0 Prozent
- Finanzdienstleistungen, Versicherungen und Immobilienverwaltung – 4,2 Prozent
- Großhandel – 4,1 Prozent
- Informationstechnik – 0,6 Prozent
- Land- und Forstwirtschaft; Rohstoffgewinnung – 0,2 Prozent

Die öffentlichen Schulen in Wetumpka sind Teil des Elmore County Schulsystems. Sie umfassen zwei Grundschulen, eine Mittelschule und eine Oberschule. Zusammen unterrichten sie etwa 3.080 Schüler; die Anzahl der beschäftigten Lehrkräfte beläuft sich auf 177. Ergänzt wird das Unterrichtsangebot durch drei Privatschulen. Universitäre Bildungseinrichtungen finden sich im nahegelegenen Montgomery – unter anderem die Alabama State University und die Auburn University.

## Einrichtungen und Sehenswürdigkeiten
Als städtisches Regionalzentrum mit einer bis weit ins 19. Jahrhundert zurückreichenden Lokalgeschichte wartet Wetumpka mit einer Reihe unterschiedlicher Einrichtungen sowie Sehenswürdigkeiten auf. Die wichtigsten sind:
- der Julia Tutwiler Prison for Women, ein Frauengefängnis der Hochsicherheitsstufe am nördlichen Stadtrand, in welchem auch der Todestrakt für Frauen untergebracht ist.[13] Zwischen 1842 und 1942 war Wetumpka der Sitz des Wetumpka State Penitentiary. Die Gebäude sind heute Teil der offiziell aufgeführten Historic Places im Stadtgebiet.
- Insgesamt sind neun Bauwerke und Stätten in und nahe um Wetumpka im National Register of Historic Places eingetragen. Aufgeführt sind darin unter anderem: die First Baptist Church, die First Presbyterian Church, der East Wetumpka Commercial Historic District als zusammenhängender Gebäudekomplex sowie die rund 7 Kilometer von der Stadt entfernte Anlage des alten Fort Toulouse.[14] Das Fort hat seit Oktober 1960 den Status eines National Historic Landmarks.[15]
- die 1936 errichtete Bibb Graves Bridge über den Coosa River, die auch als Stadtwahrzeichen dient.
- die Jasmine Hill Gardens: ein Freilichtmuseum mit antiken Statuen aus Griechenland. Die Anlage wird mittlerweile von einer gemeinnützigen Stiftung unterhalten.
- der Coosa River Callenge – ein seit 2003 regelmäßig stattfindendes Triathlon-Marathon, an dem regelmäßig zwischen 150 und 200 Personen teilnehmen.
- Christmas at the Coosa – eine jährliche Veranstaltungsreihe im Dezember. Veranstaltungsort ist die Bibb Grabes Bridge. Hauptattraktionen sind ein Feuerwerk sowie eine Boots-Show auf dem Coosa River.
- Das Gebiet des Wetumpka Impact Crater ist mit einer Markierungstafel ausgewiesen.
- das Spielcasino Wind Creek. Der Poarch Band of Creek Indians als einziger in Alabama noch ansässiger Verbund der Creek kündigte 2011 an, das bereits bestehende, im Kernstadtbereich auf der östlichen Flussseite liegende Casino um eine etwa 256 Millionen teure, 20 Stockwerke umfassende Anlage zu erweitern. Die neue Anlage sollte 600 permanente Jobs garantieren sowie 1200 zeitweilige während der Errichtungsphase.[16]
- Bates-Jesse House, 311 Government Street[17]
- J. Bruce Airey House, 1202 West Tuskeena Street[18]
- John Bullard House, Harrogate Springs Road, erbaut 1823, Entwurf Architekt John Bullard.[19][20]
- Kelly Fitzpatrick House, Autauga Street, ca. 1830 erbaut[21][22]

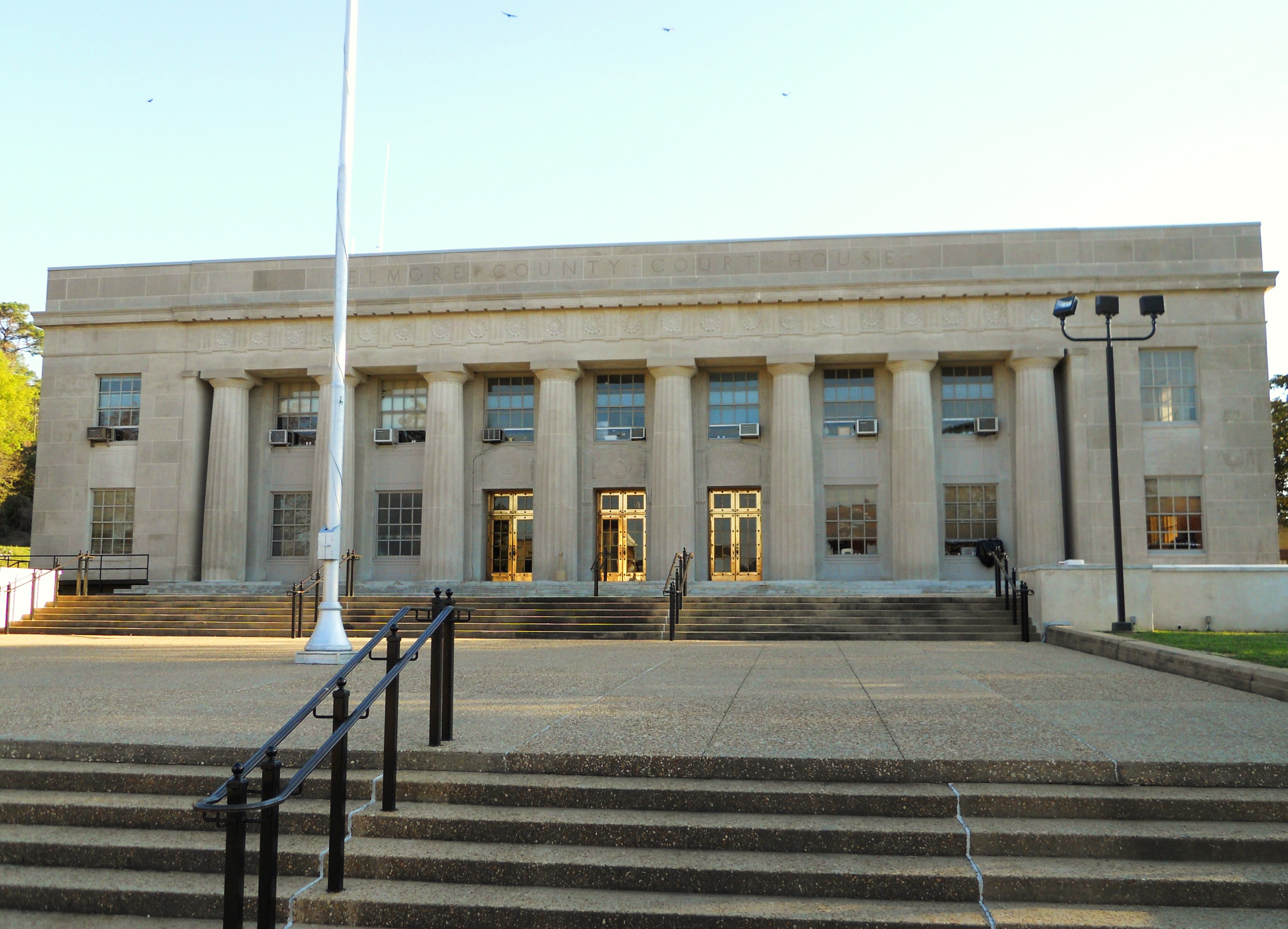
The Elmore County Courthouse, 100 E Commerce Street in Wetumpka.
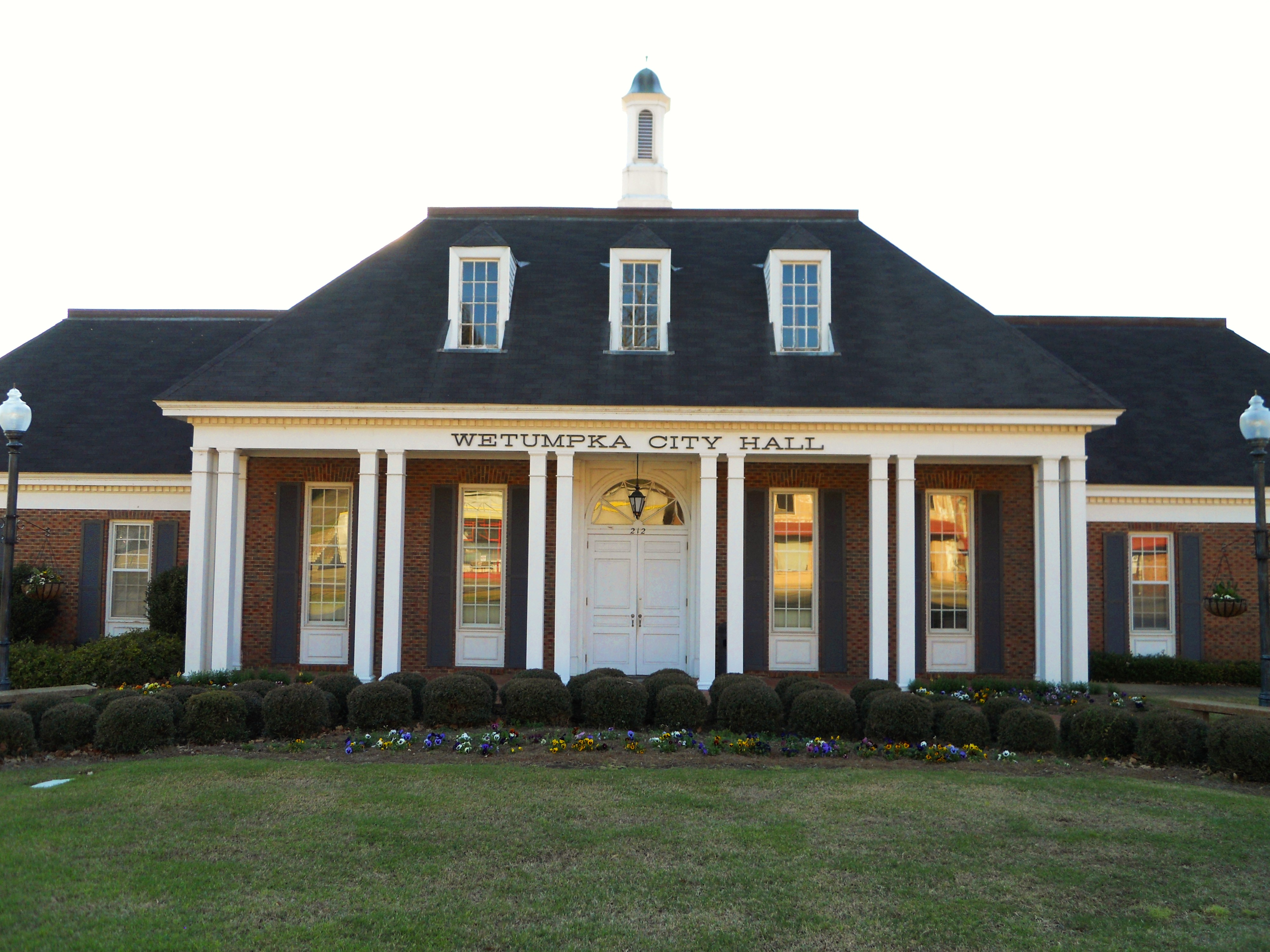
Wetumpka City Hall, 212 S. Main Street.
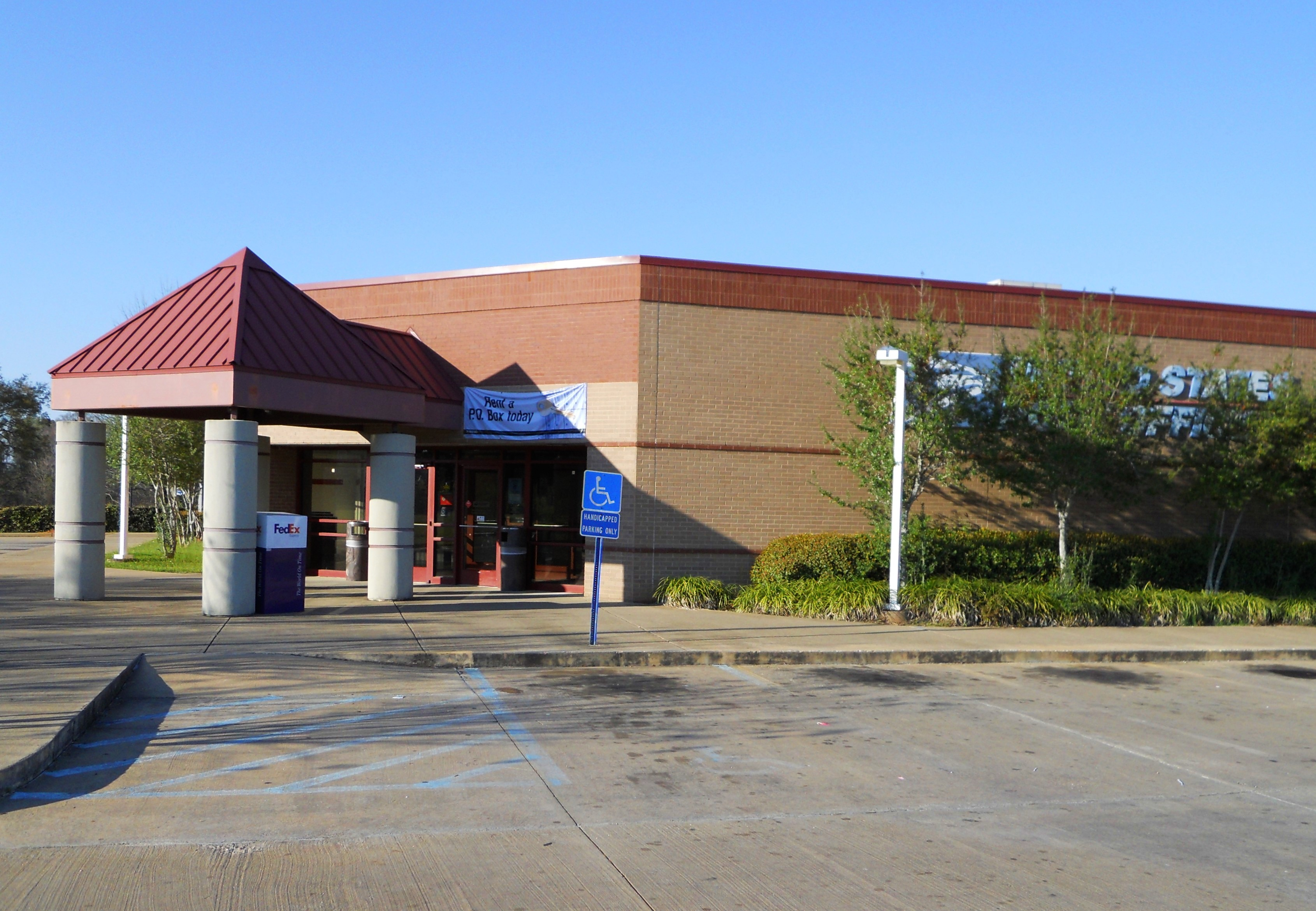
The Wetumpka Post Office, 216 W. Fort Toulouse Road.
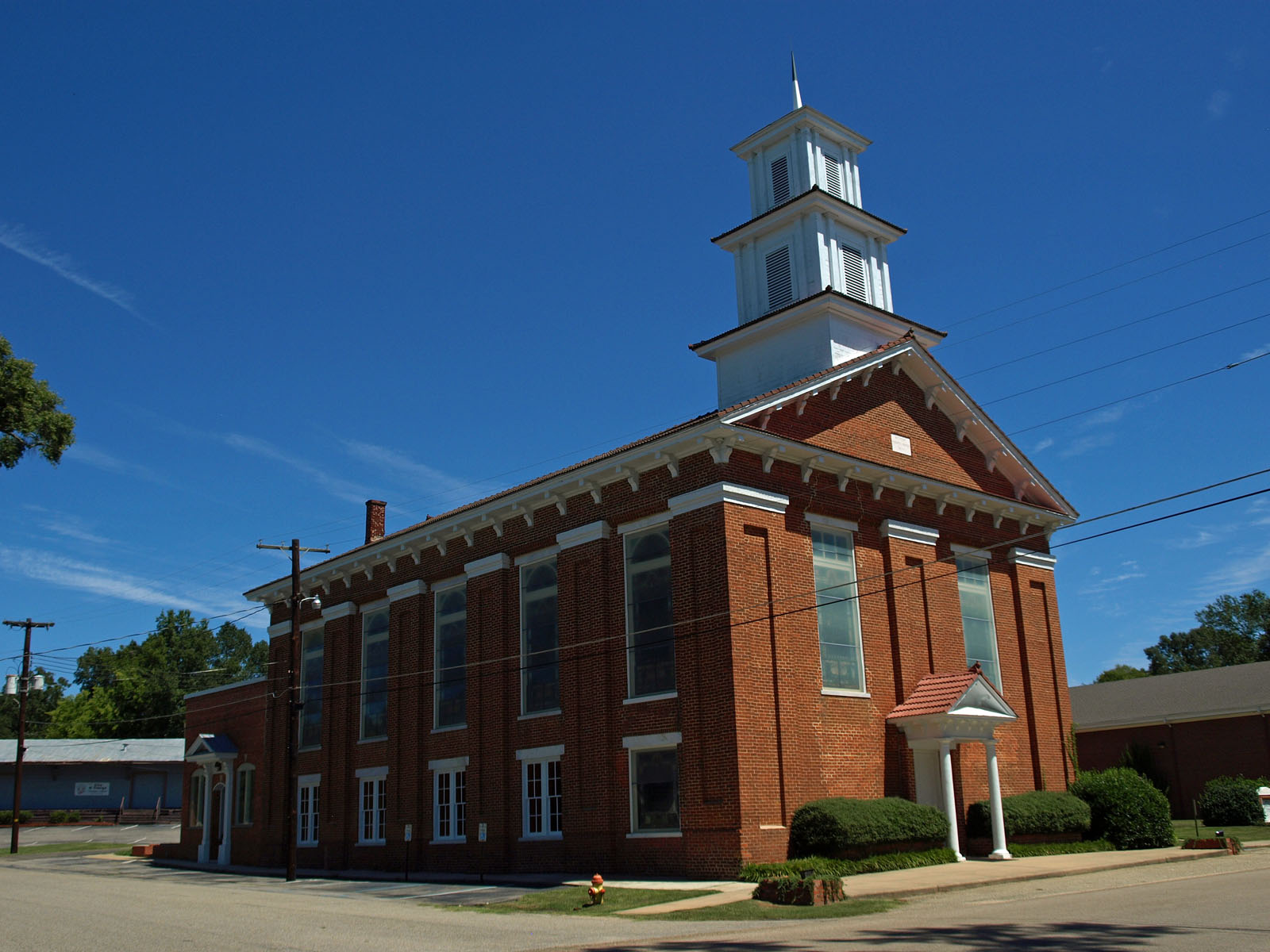
First United Methodist Church of Wetumpka, eingetragen im National Register of Historic Places listings in Elmore County, Alabama seit dem 15. Februar 1973.
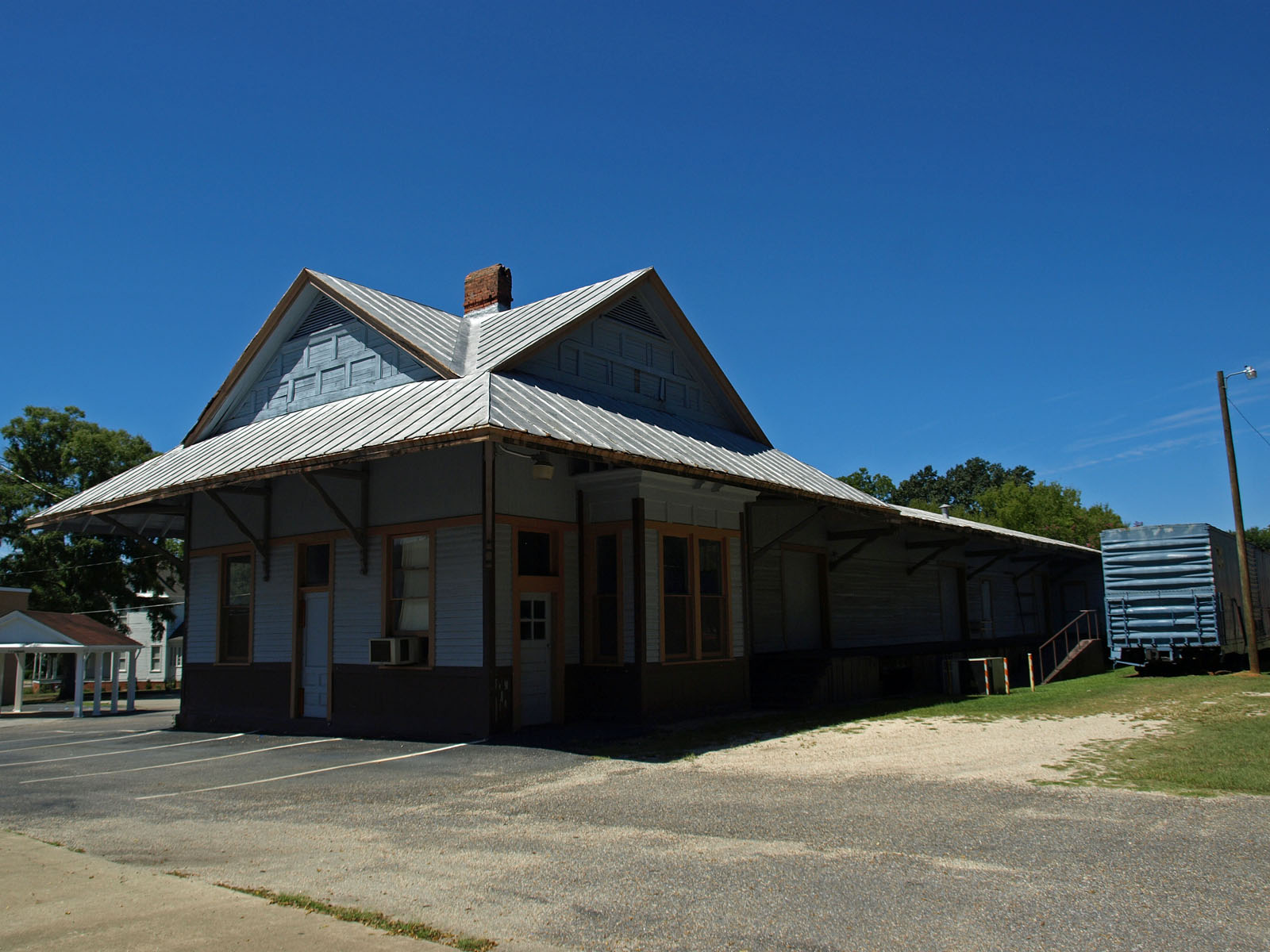
The Wetumpka L&N Depot, erbaut 1906 und eingetragen im National Register of Historic Places listings in Elmore County, Alabama seit dem 1. Juli 1975.
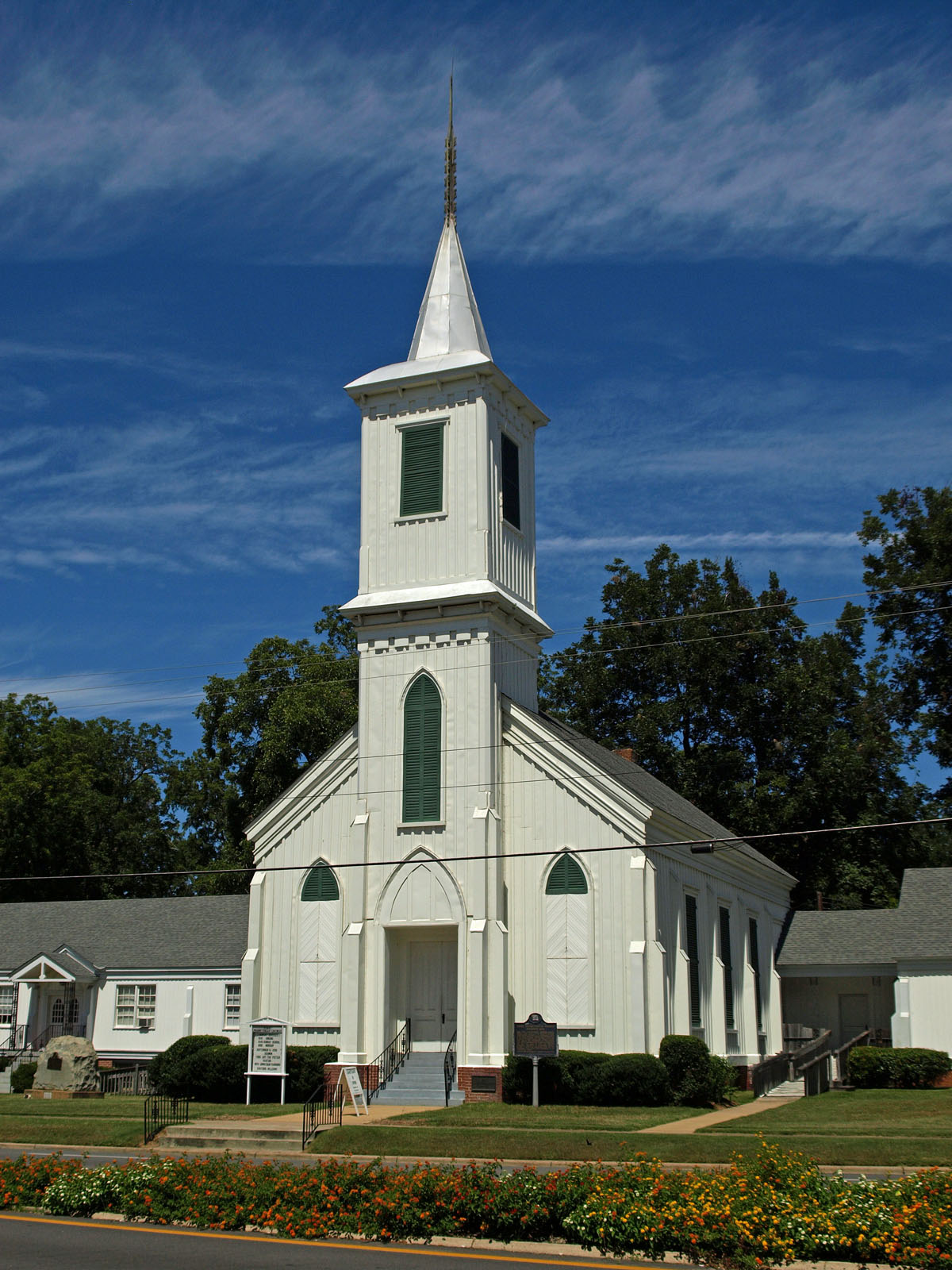
First Presbyterian Church of Wetumpka, eingetragen im National Register of Historic Places listings in Elmore County, Alabama seit dem 8. Oktober 1976.
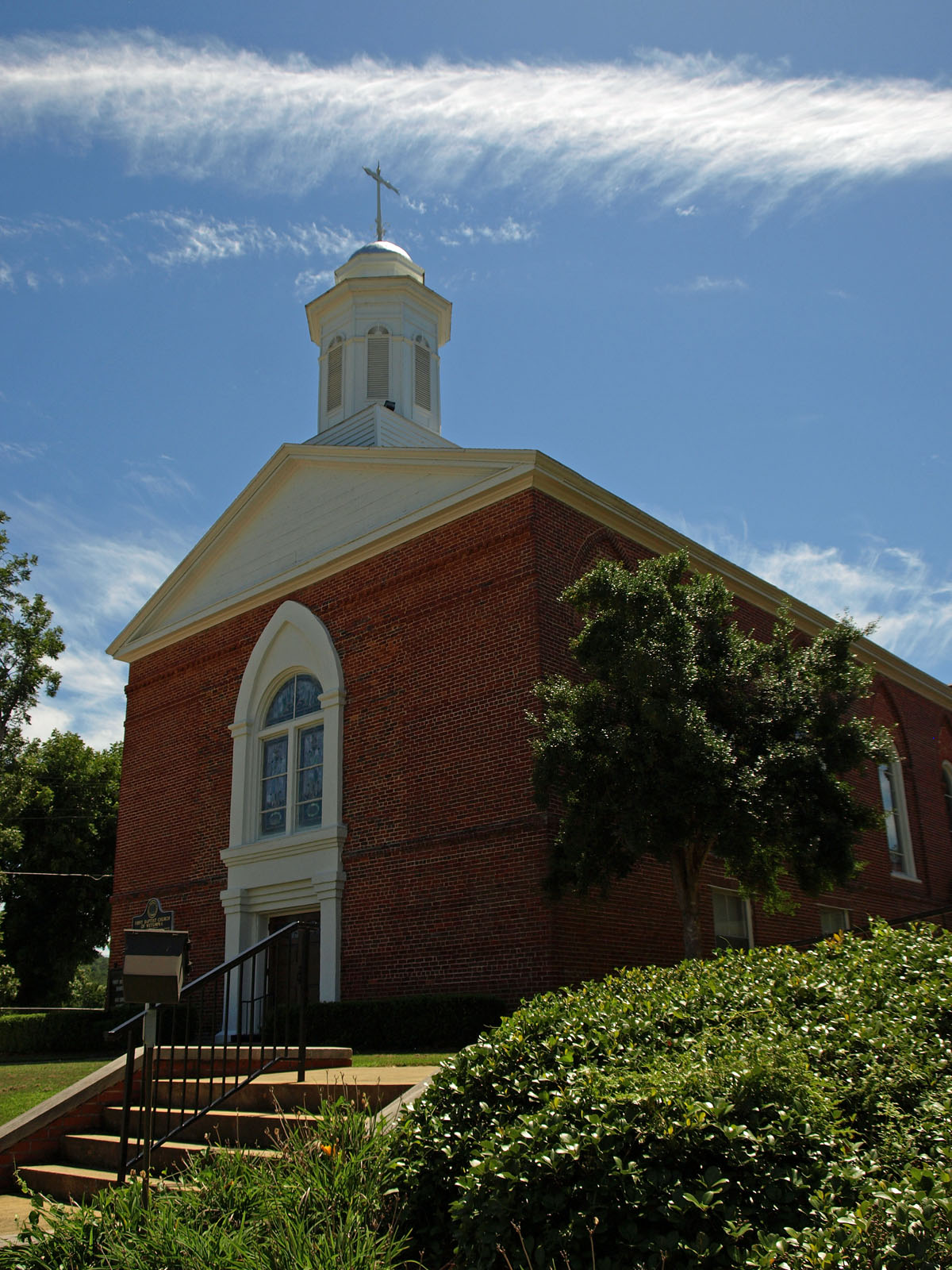
First Baptist Church of Wetumpka, eingetragen im National Register of Historic Places listings in Elmore County, Alabama seit dem 24. Oktober 2008.
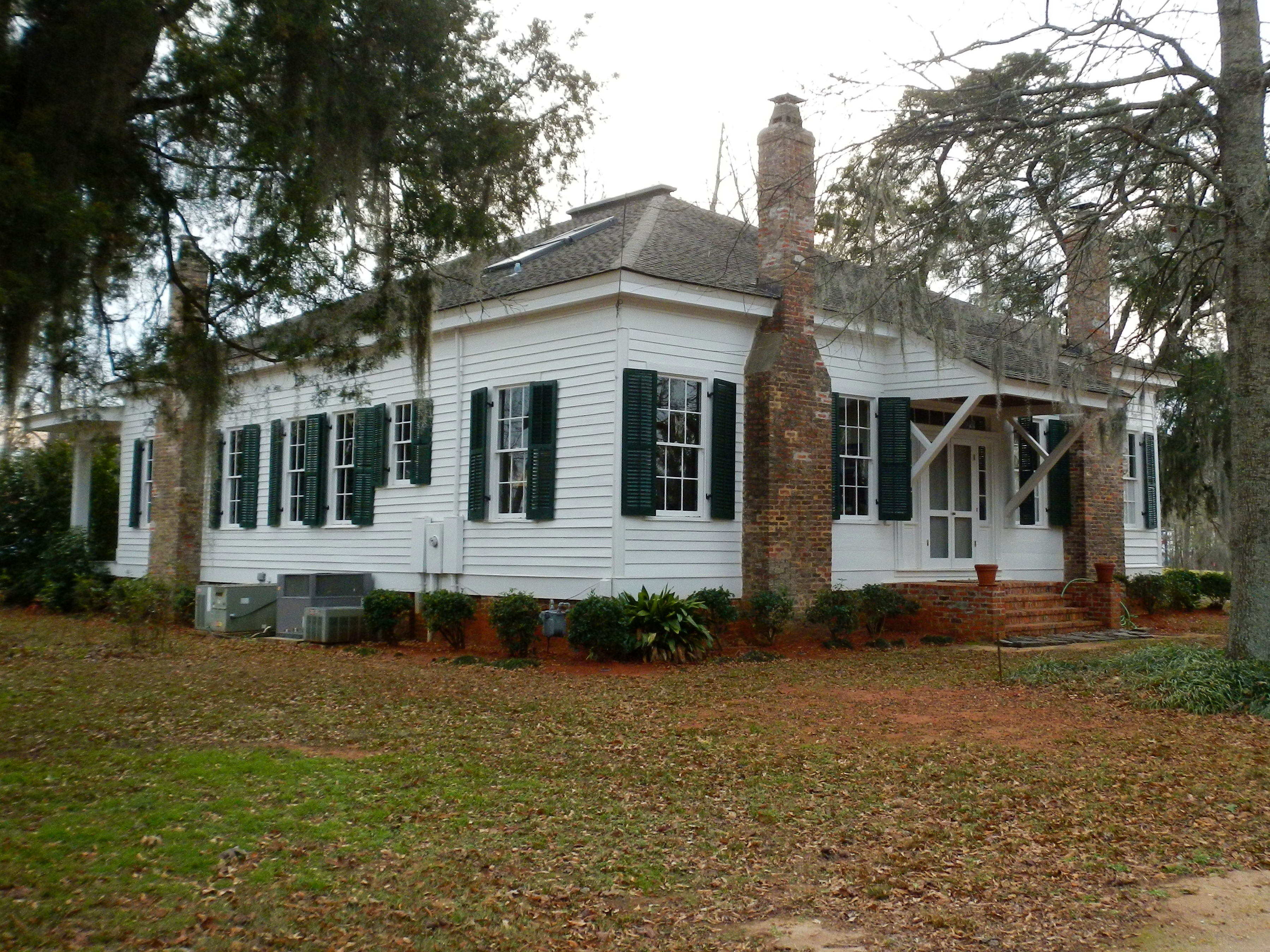
The Abel Hagerty House, eingetragen im National Register of Historic Places listings in Elmore County, Alabama seit dem 14. Januar 2008.
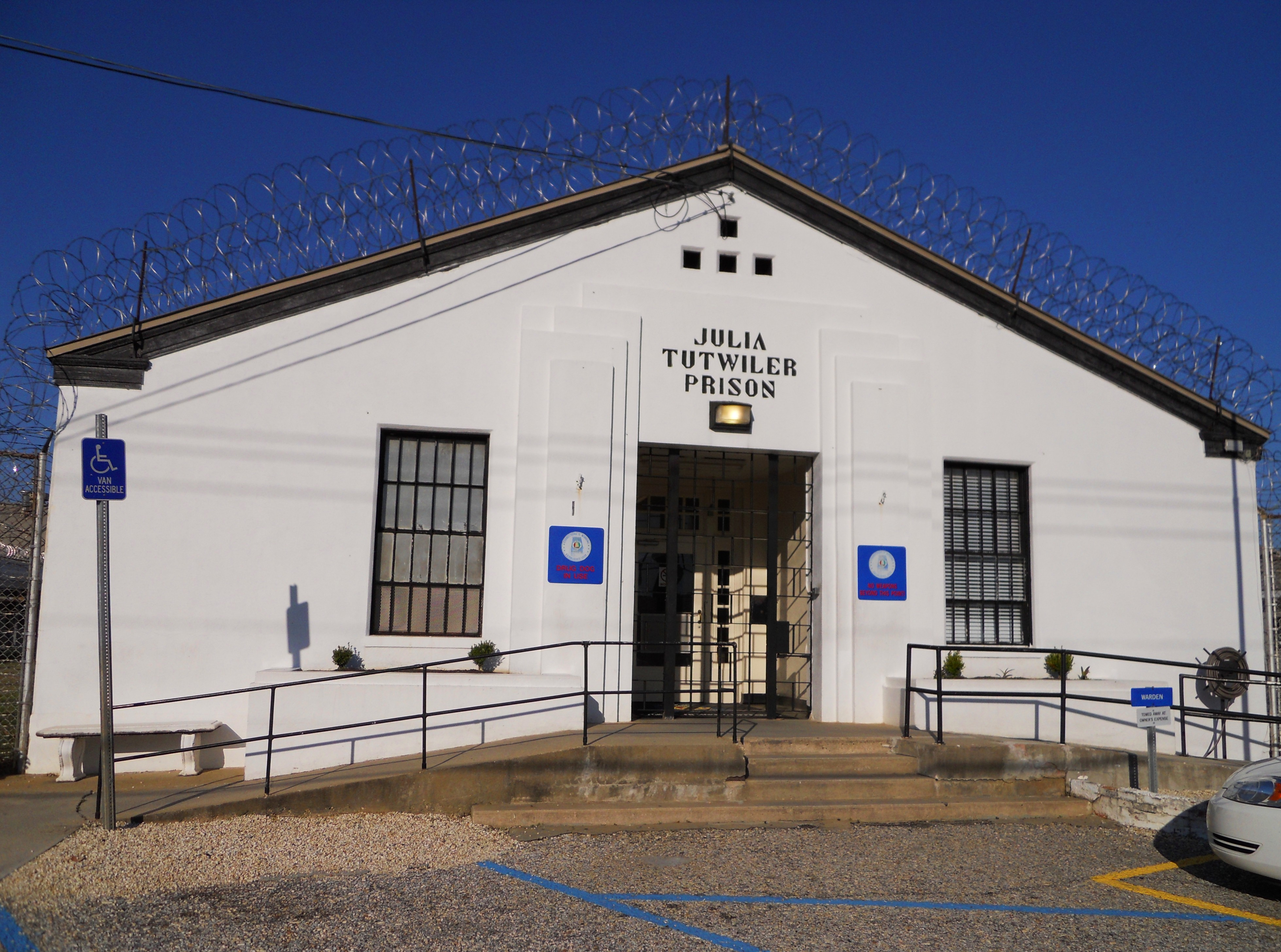
Julia Tutwiler Prison for Women, U.S. Highway 231 in Wetumpka.
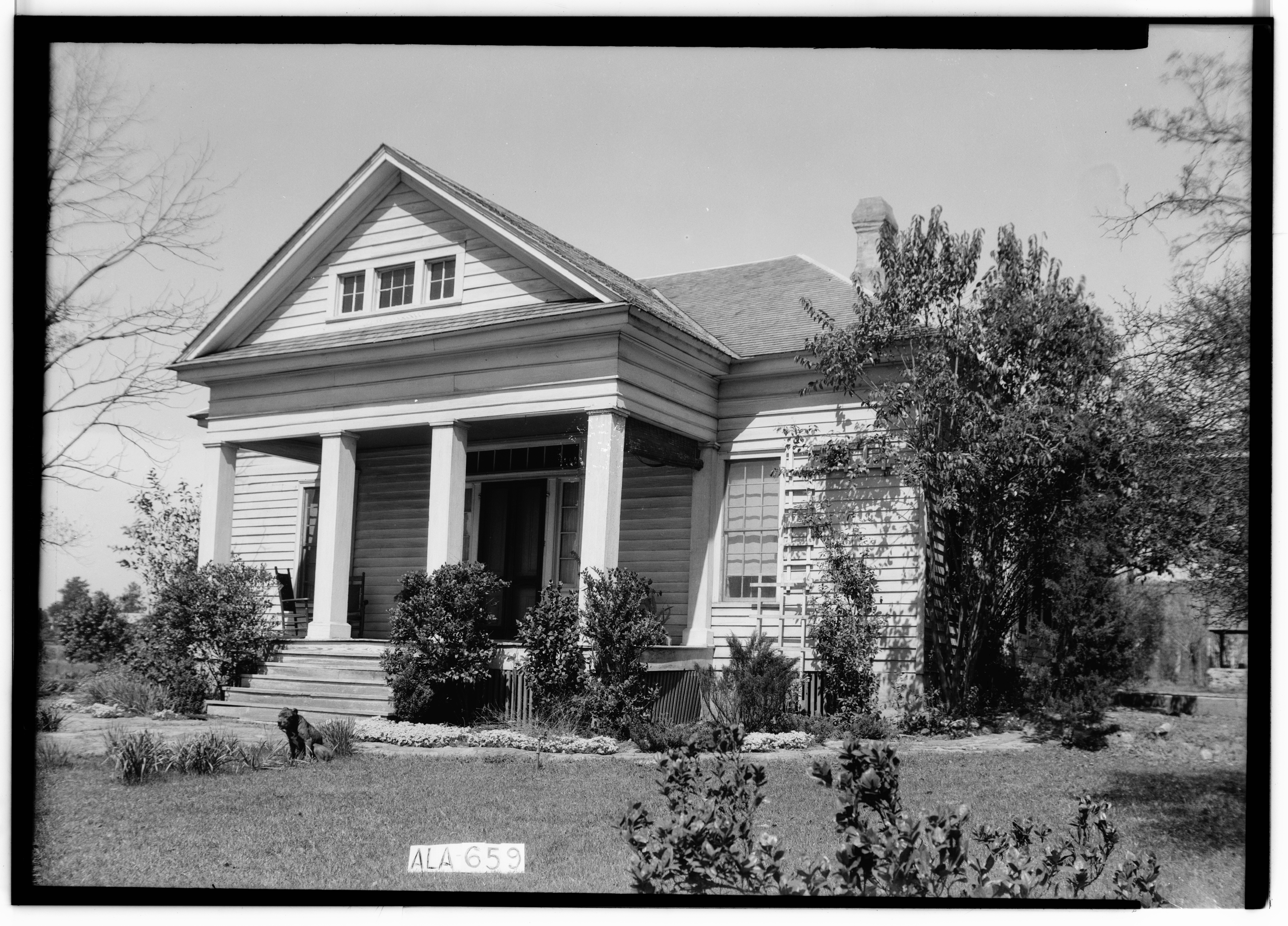
J. Bruce Airey House, 1202 West Tuskeena Street
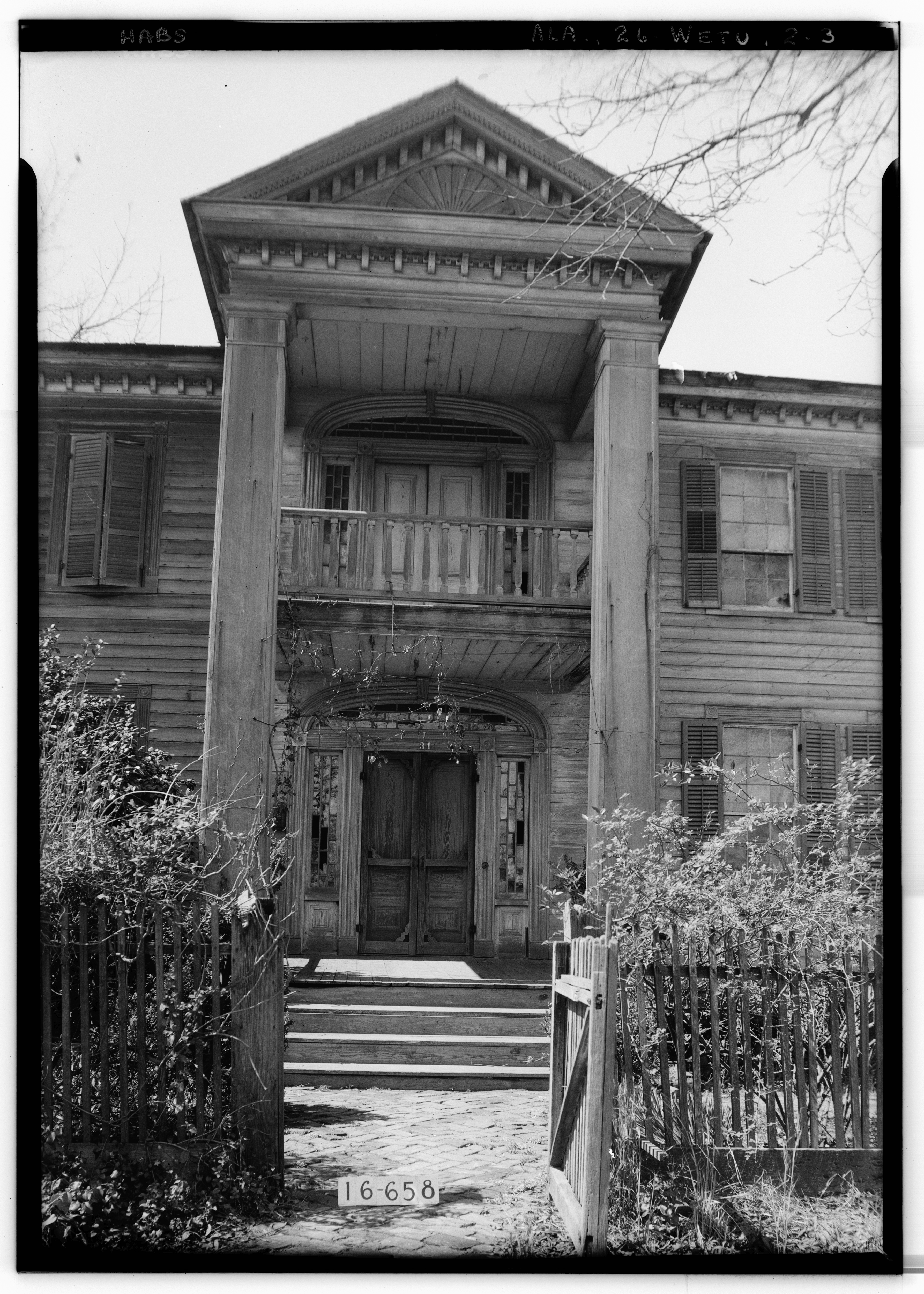
Kelly Fitzpatrick House, Autauga Street
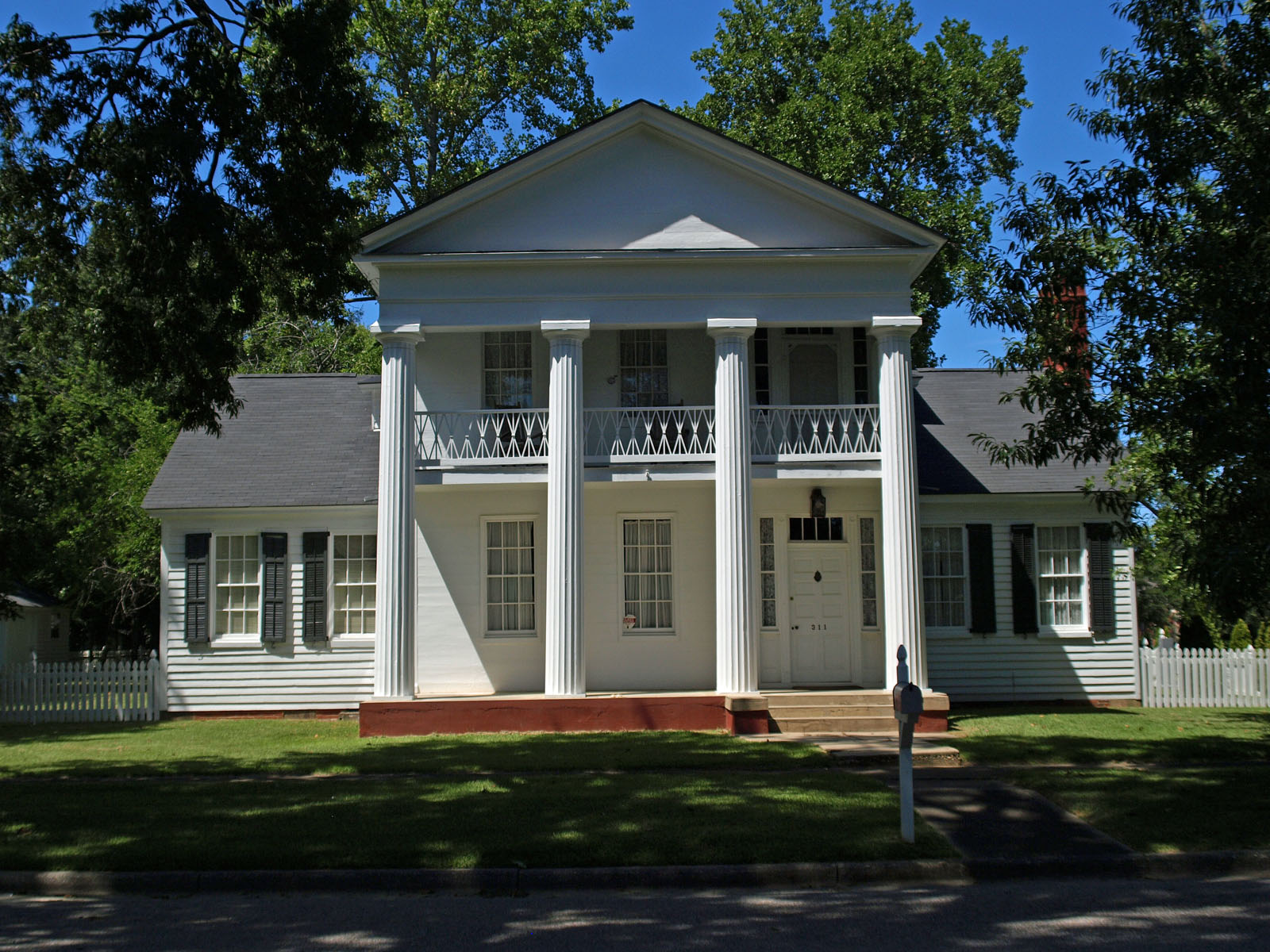
Florence Bateman House (früher: Bates-Jesse House), 311 Government Street
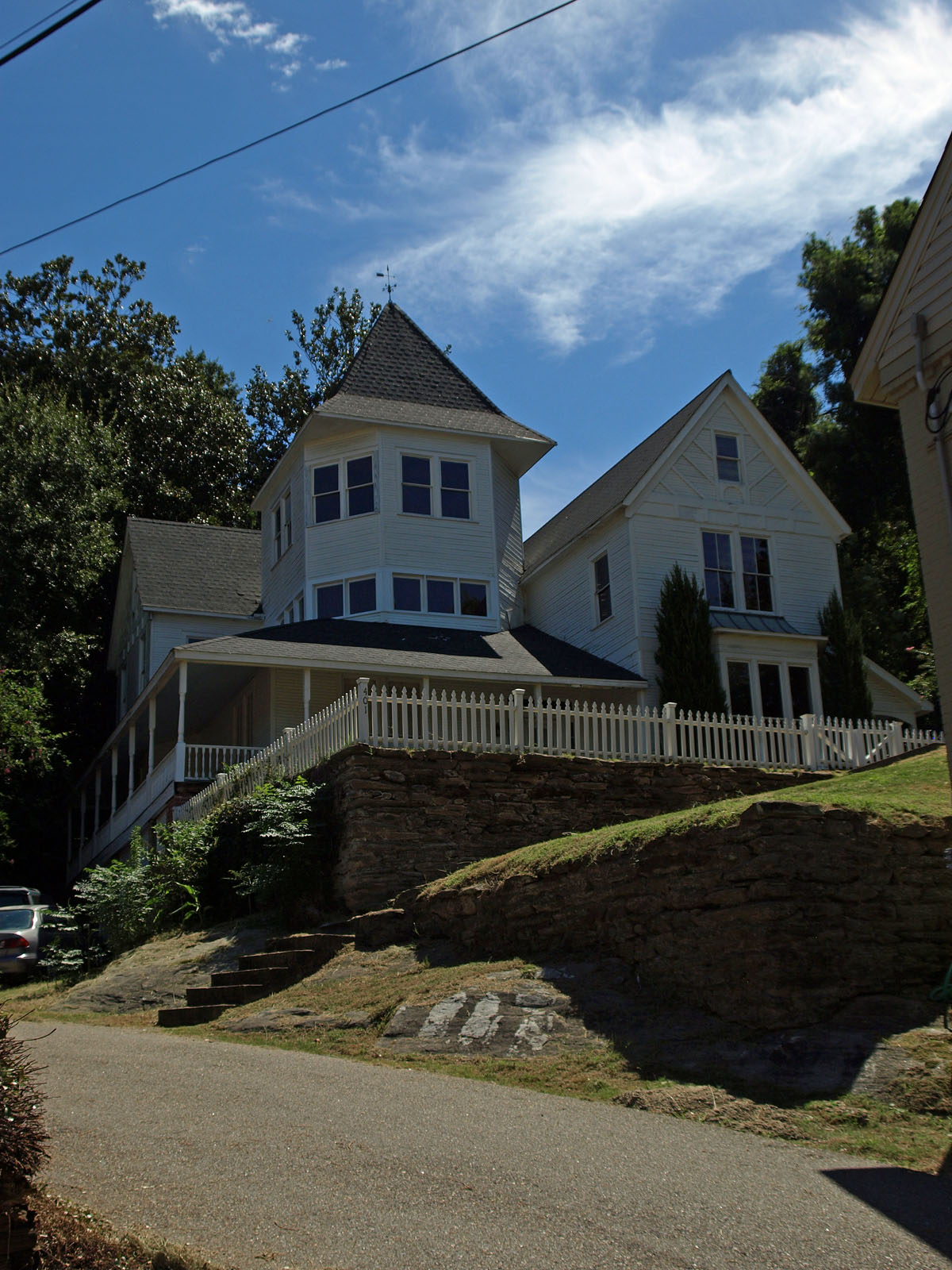
McCowen House
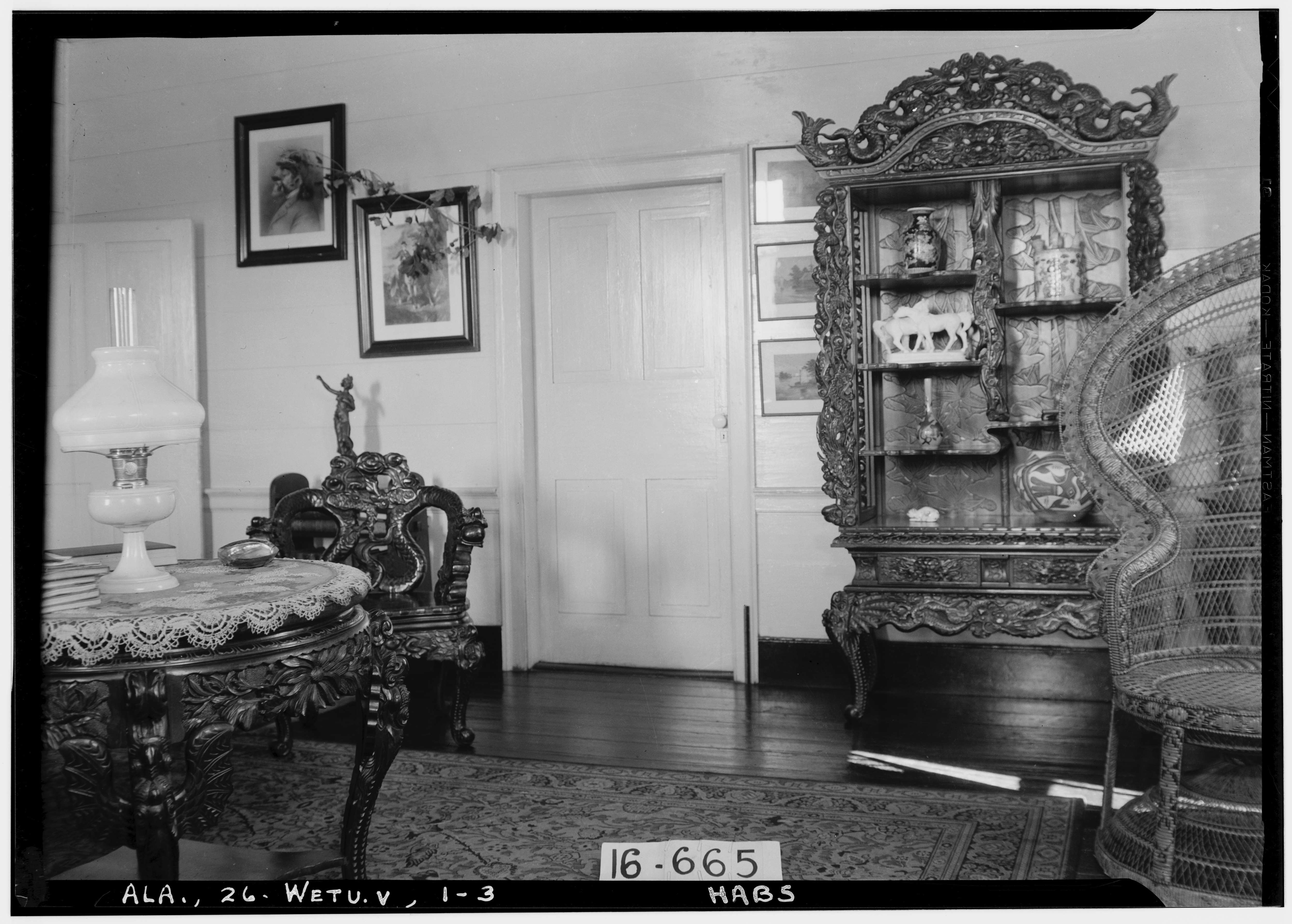
John Bullard House (1823), Harrogate Springs Road
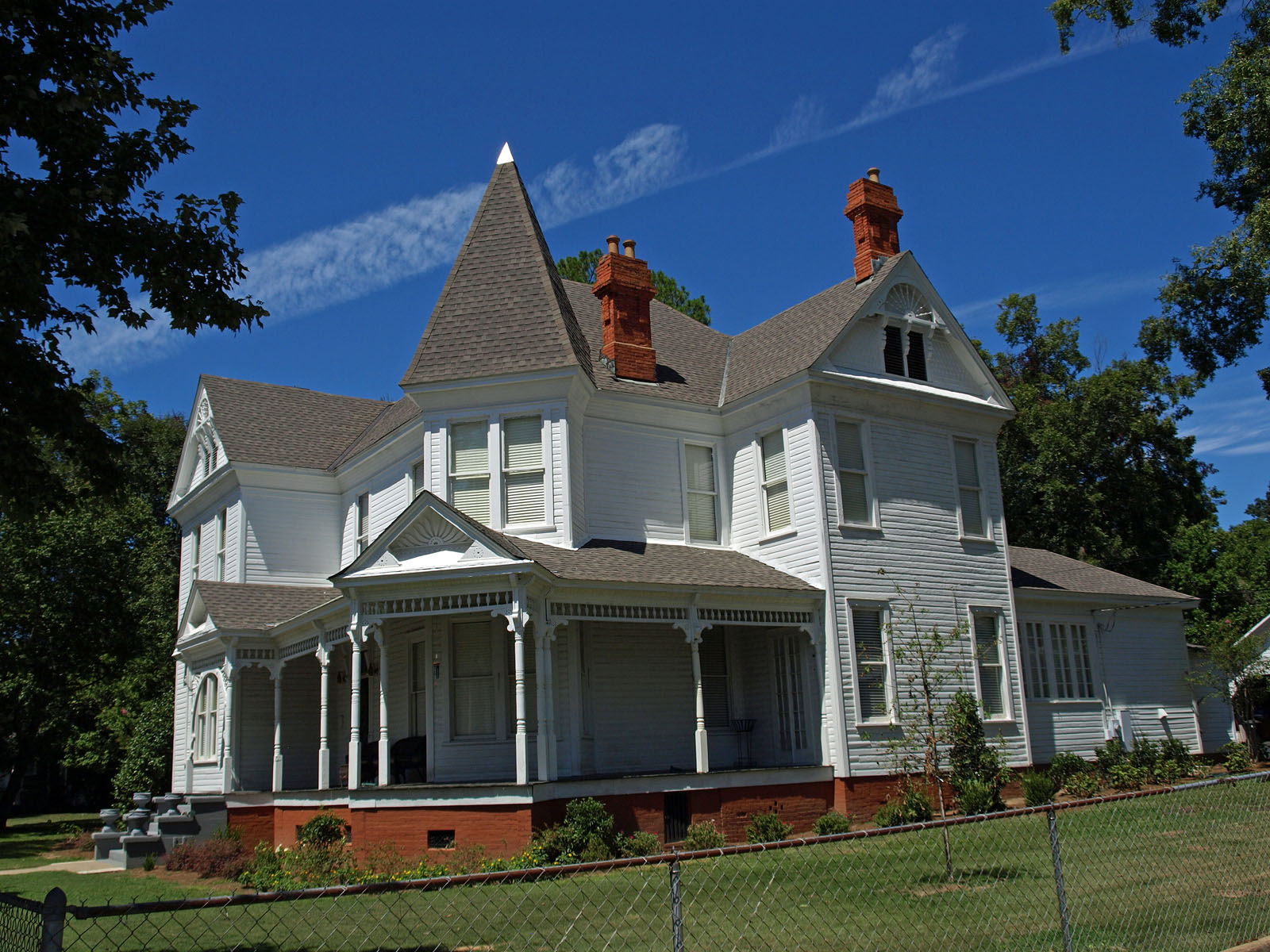
Benjamin Fitzpatrick House in Wetumpka, Tuskeena Street District ist gelistet auf der Alabama Register of Landmarks and Heritage.
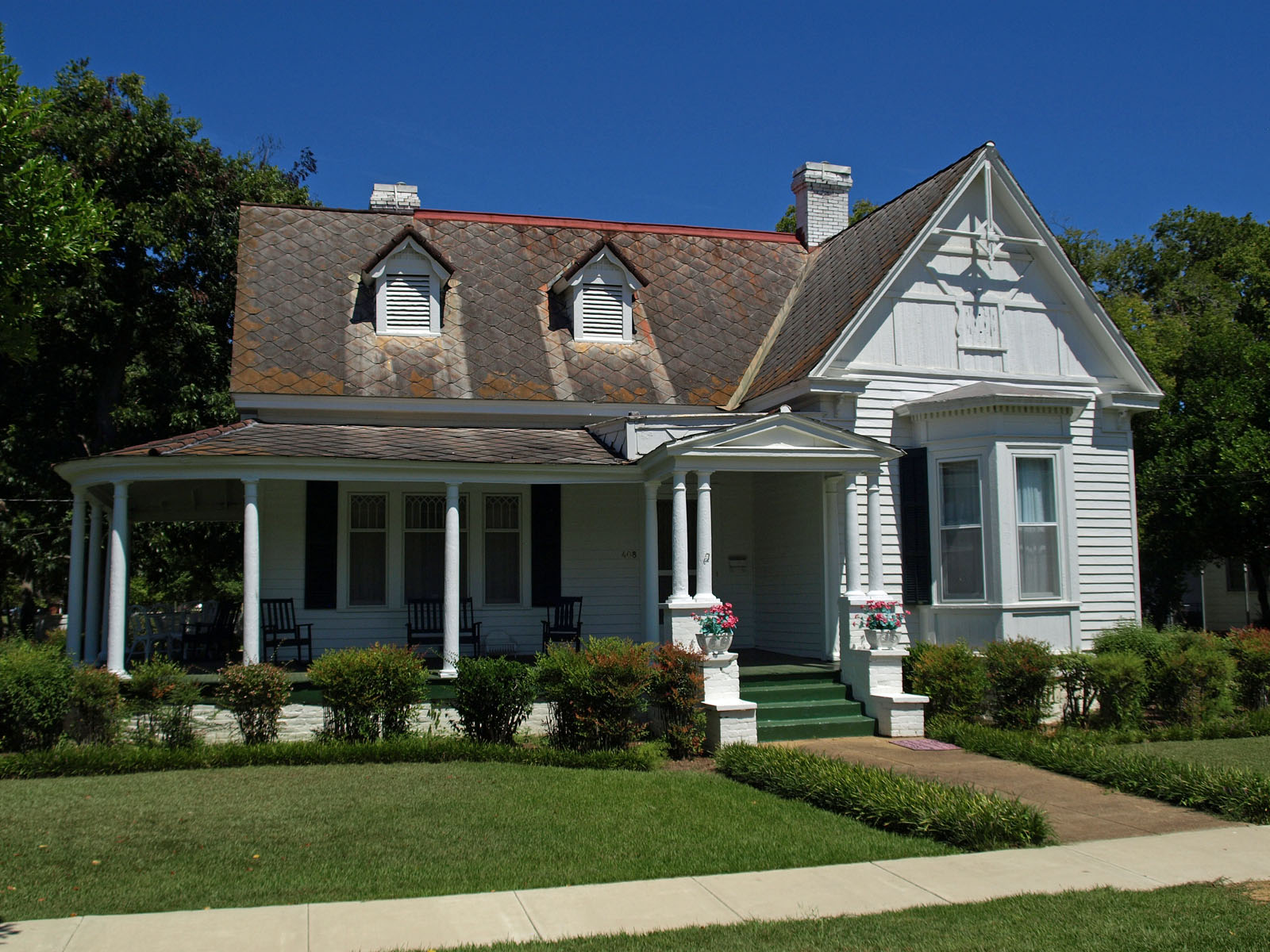
House, 400 E Tallassee Street, Tuskeena Street District ist gelistet auf der Alabama Register of Landmarks and Heritage.
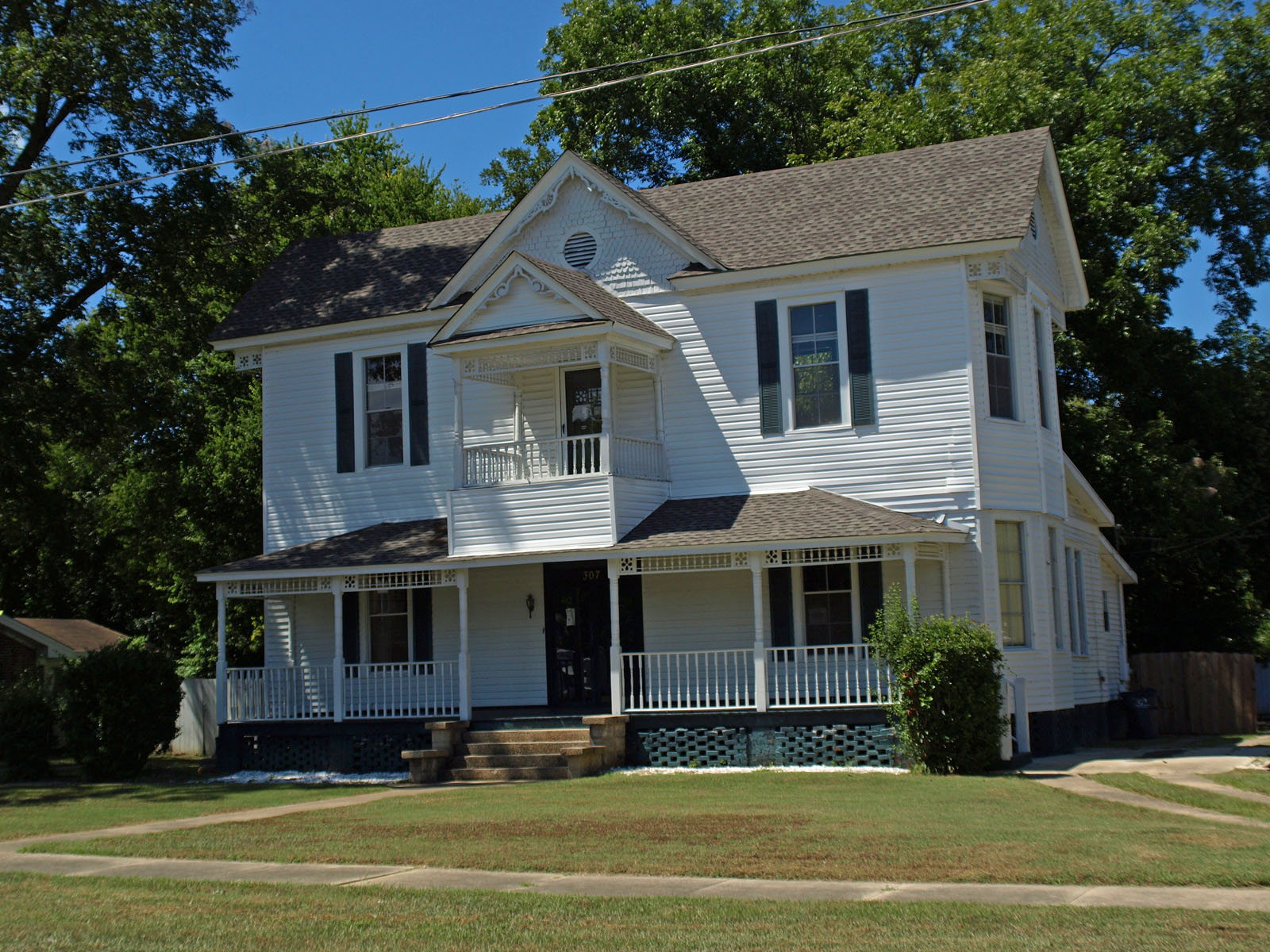
House, 307 NW Main Street
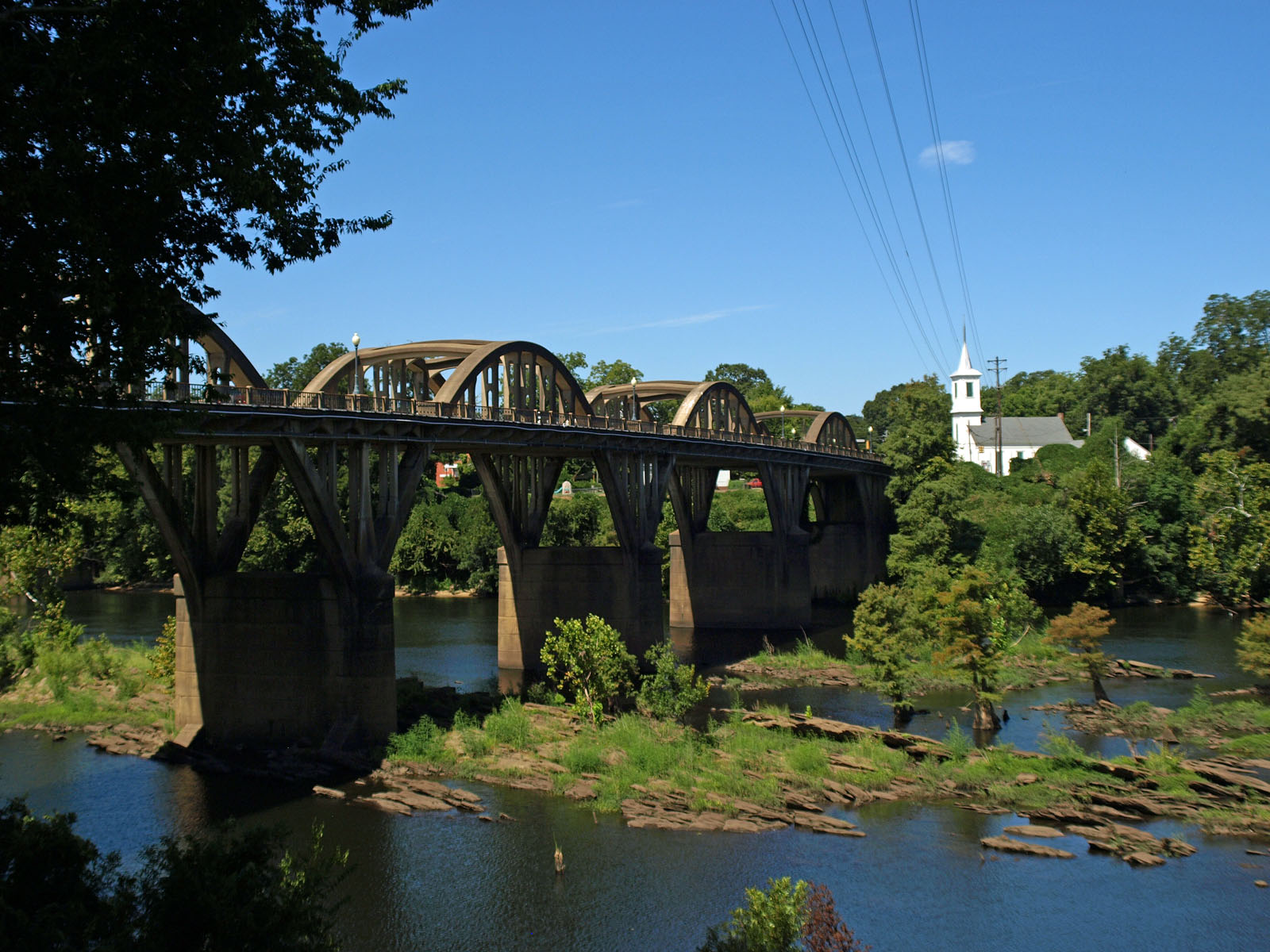
Bibb Graves Bridge aus dem Jahr 1936

## Söhne und Töchter der Stadt
In Wetumpka geboren oder dort lange Zeit ansässig waren unter anderem:
- James Anderson (1921–1969), Schauspieler (unter anderem Wer die Nachtigall stört, 1962)
- Benjamin White Norris (1819–1873), Kongress-Abgeordneter von 1868 bis 1869
- Jim Rogers (* 1942), Geschäftsmann und Autor
- Channing Tatum (* 1980), Schauspieler; verbrachte einen Teil seiner Kindheit in Wetumpka
- William Lowndes Yancey (1814–1863), konföderierter Politiker und Diplomat
- Benjamin Fitzpatrick, Gouverneur von Alabama (1841–1845).
- John Kelly Fritzpatrick (* 1888 in Wetumpka; † 18. April 1953 ebenda), Maler und Enkelsohn von Benjamin Fitzpatrick, Gouverneur von Alabama (1841–1845).